# 银鹿乡
银鹿乡，是中华人民共和国四川省凉山彝族自治州德昌县下辖的一个已撤销乡镇级行政单位。

## 行政区划
银鹿乡撤销前下辖以下地区：
银厂村、干海村、新塘村和大象坪村。